# Улица Гагарина (Симферополь)
У́лица Гага́рина — одна из основных улиц Симферополя. Улица относится к Железнодорожному административному району города. Начинается от железнодорожного вокзала, а заканчивается на Московской площади.

## История

### До застройки
Начинавшаяся от вокзала улица на месте современной улицы Гагарина до 1961 года носила название Перекопская и шла до реки Салгир, а дальше поворачивала в сторону современного Евпаторийского шоссе. За мостом был пустырь и сады предпринимателей. В 20—30-х годах XX века здесь появились одноэтажные дома рабочих.
Во время немецкой оккупации в 1941—1944 годах название не меняла (нем. Perekop-strasse).

### Период застройки
Строительство улицы в её современном виде началось в 1959 году со строительства моста через Салгир. В 1961 году на улице на правом берегу Салгира был построен жилой микрорайон с больницей и кинотеатром, а рядом был заложен парк. Тогда же улица была переименована в честь знаменитого космонавта. Гагарин встретился с жителями города в клубе консервного завода имени С. М. Кирова на улице Воровского.

## Исторические ценные и важные объекты
На улице Гагарина расположен ряд известных и важных городских объектов:
- Железнодорожный вокзал города Симферополя — визитная карточка Крыма
- База-гостиница международного центра «Артек»
- Парк Культуры и Отдыха имени Гагарина — главный парк города
- Кинотеатр «Космос»
- Симферопольский кооперативный торгово-экономический колледж[5]
- 6-я городская больница[6]
- Здание Отдела УФМС России в Железнодорожном районе Симферополя[7]
- Ресторан «Кечкемет»
- Рынок «Московский»
- Универмаг «Яблоко»

## Смежные улицы
- Площади: Привокзальная, Московская (Москольцо)
- Бульвары: Ленина
- Улицы: КИМа, набережная им. 60-летия образования СССР, Семашко, Гайдара, Железнодорожная

## Транспорт

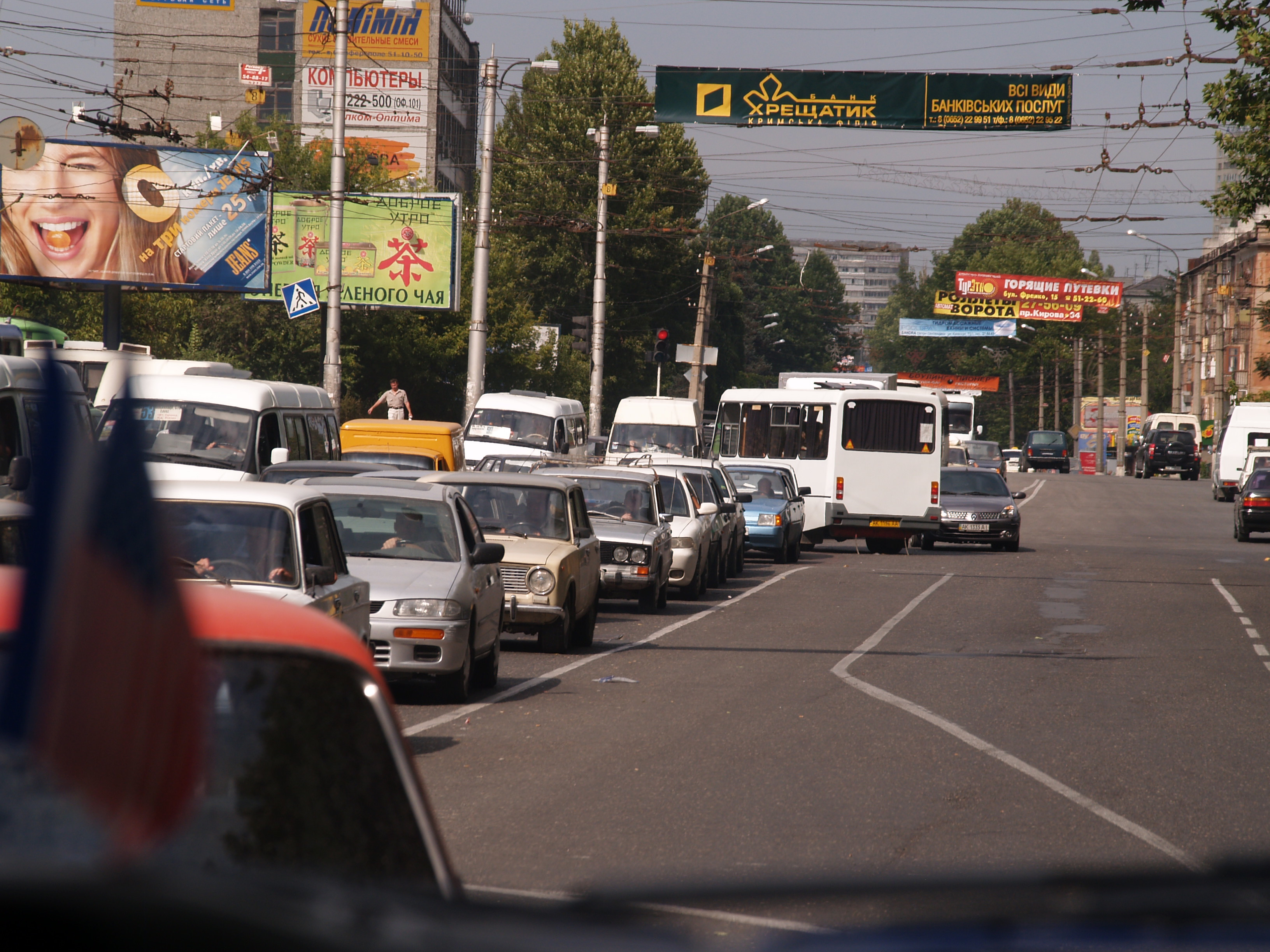
Пробка перед железнадорожным вокзалом, 2006 год

По улице проходит троллейбусная трасса междугороднего значения «Симферополь-Алушта-Ялта».
Троллейбусные маршруты:
- городские — 5, 6, 13
- пригородные — 1
- междугородные — 51, 52[8]

По улице проходит также множество маршрутов городского маршрутного такси.